# Journal of K-theory
Journal of K-theory (subtitel K-theory and its applications in algebra, geometry, analysis & topology) is een internationaal, aan collegiale toetsing onderworpen wetenschappelijk tijdschrift op het gebied van de K-theorie.
Het tijdschrift is opgericht in 2008 door de bijna voltallige redactie van het door Springer uitgegeven tijdschrift K-theory, die collectief was afgetreden.
De naam wordt in literatuurverwijzingen meestal afgekort tot J. K-Theory.
Het wordt uitgegeven door Cambridge University Press en verschijnt 6 keer per jaar.